# Terminal charbonnier
Pour les articles homonymes, voir Terminal.

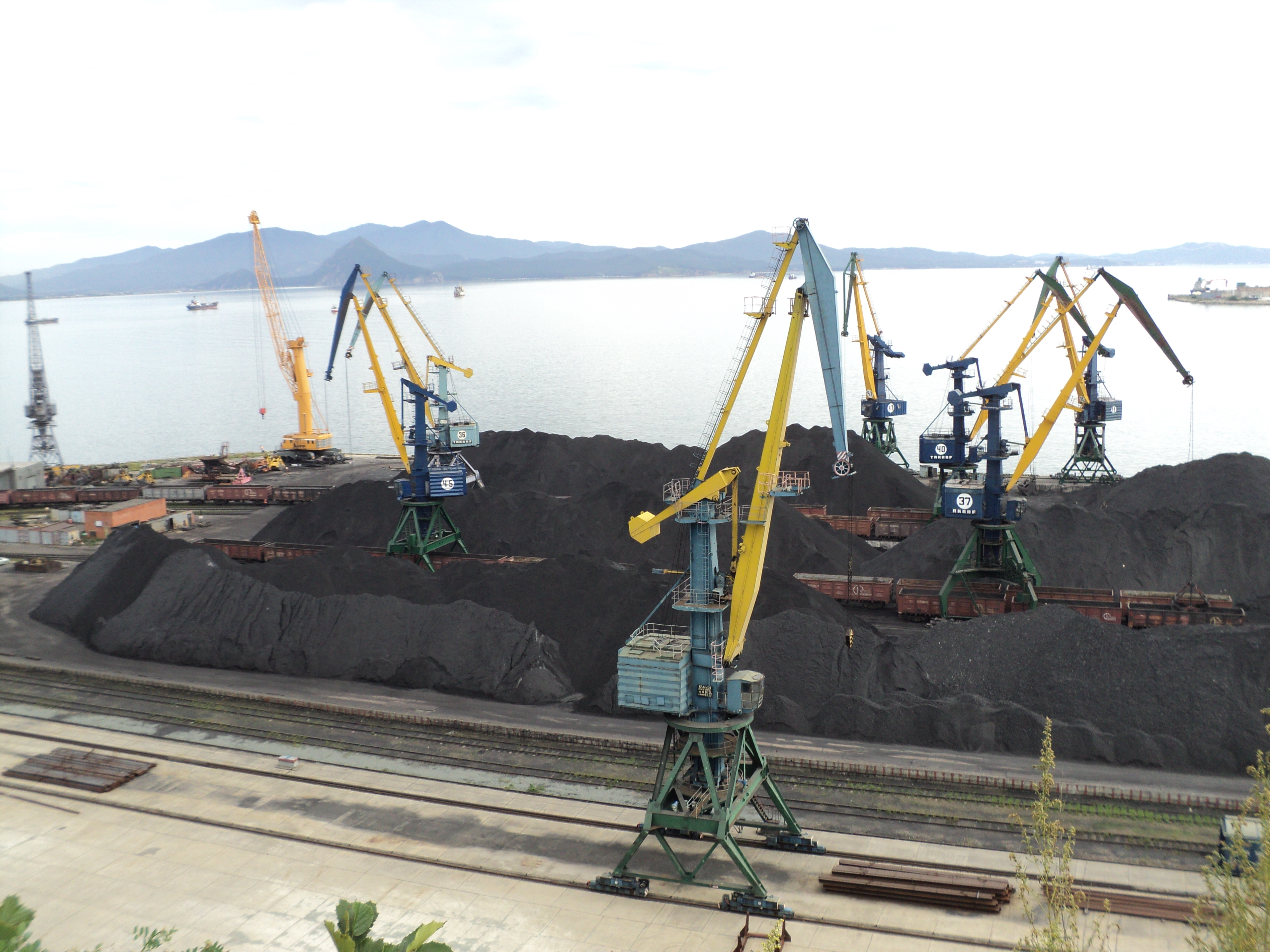
Terminal du port de Nakhodka, en Extrême-Orient russe, servant à exporter du charbon.

Un terminal charbonnier est une infrastructure portuaire adaptée à la manutention du charbon pour le chargement ou déchargement des navires charbonniers.

## Équipement
Il comporte ordinairement un ou plusieurs quais bordant une darse de grand tirant d'eau ou au bout d'une jetée s’avançant en mer ; un quai pour l'amarrage ; des portiques portant des bennes ; des réseaux de transport permettant l'intermodalité (routes, voies ferrées ou canaux) ; un espace de stockage du charbon et des équipements pour le déplacer (grues, tapis de convoyage, etc.).
Plusieurs terminaux charbonniers sont en même temps des terminaux minéraliers, car les mêmes installations peuvent servir pour des minerais (le plus souvent du minerai de fer).

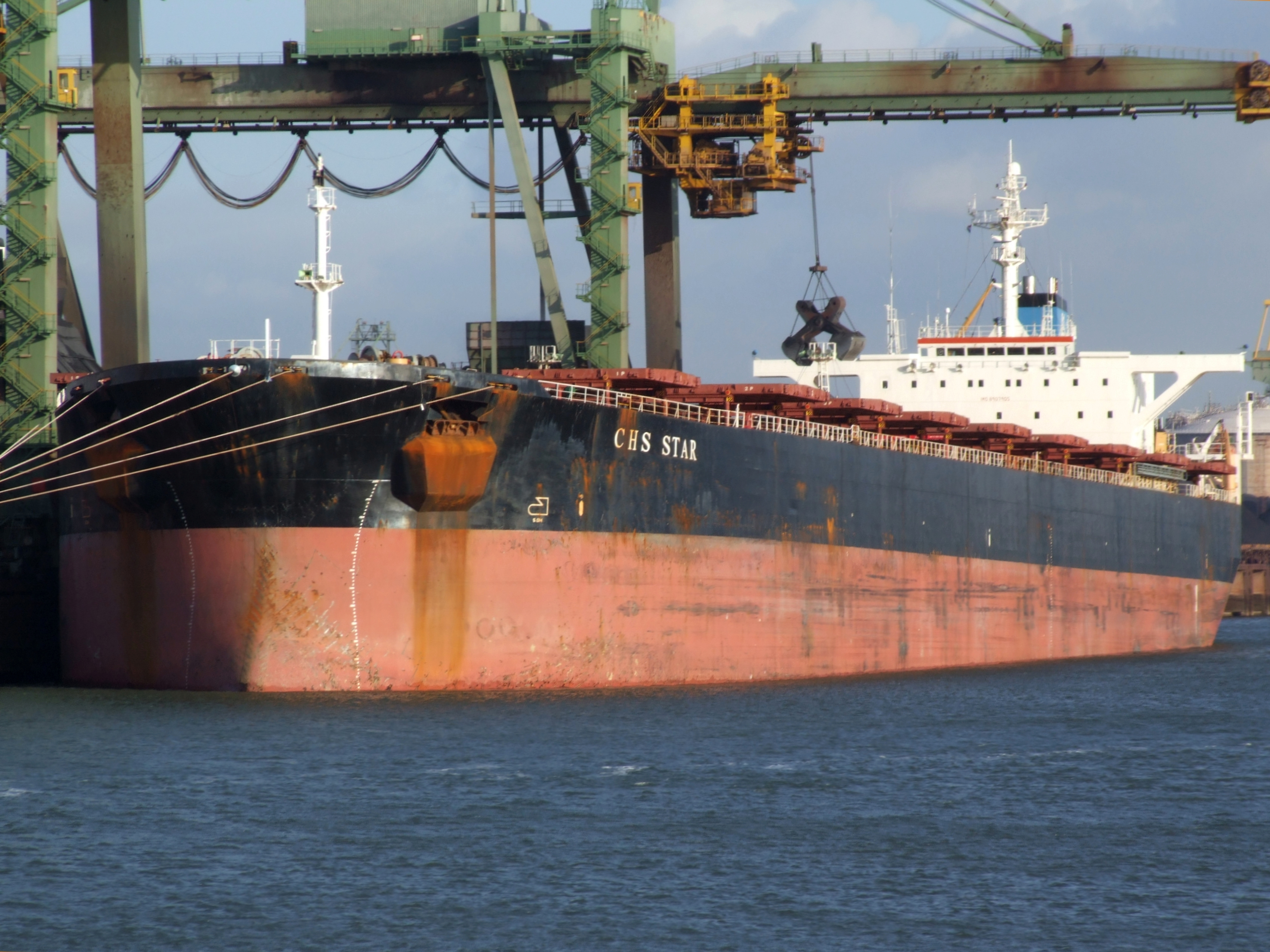
Déchargement du vraquier CHR Star (269 m de long pour 43 de large, 150 149 tonnes de port en lourd) à Rotterdam.
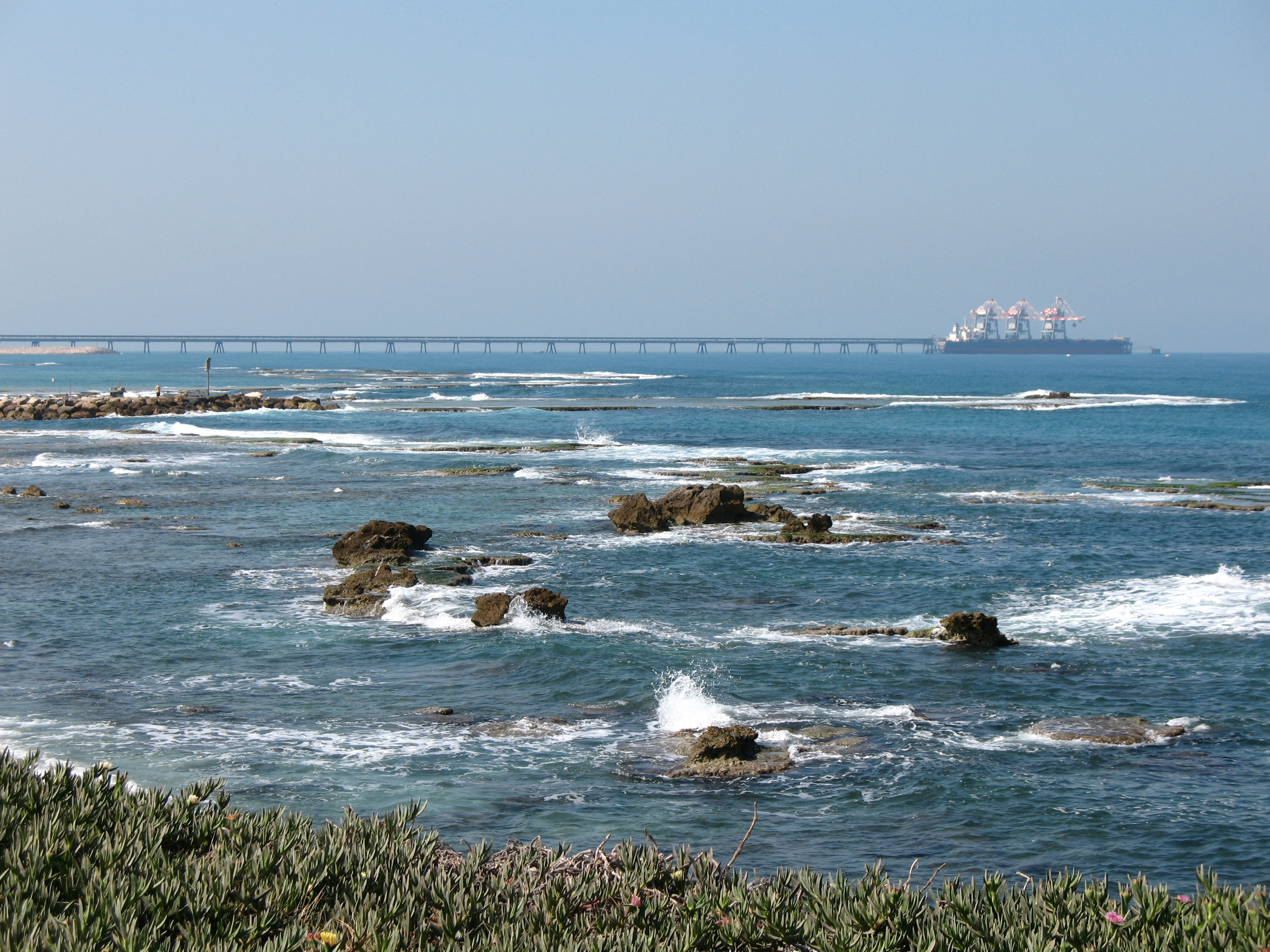
Terminal de Hadera en Israël, à l'extrémité d'une jetée de 2,5 km de long.

## Principaux terminaux d'exportation

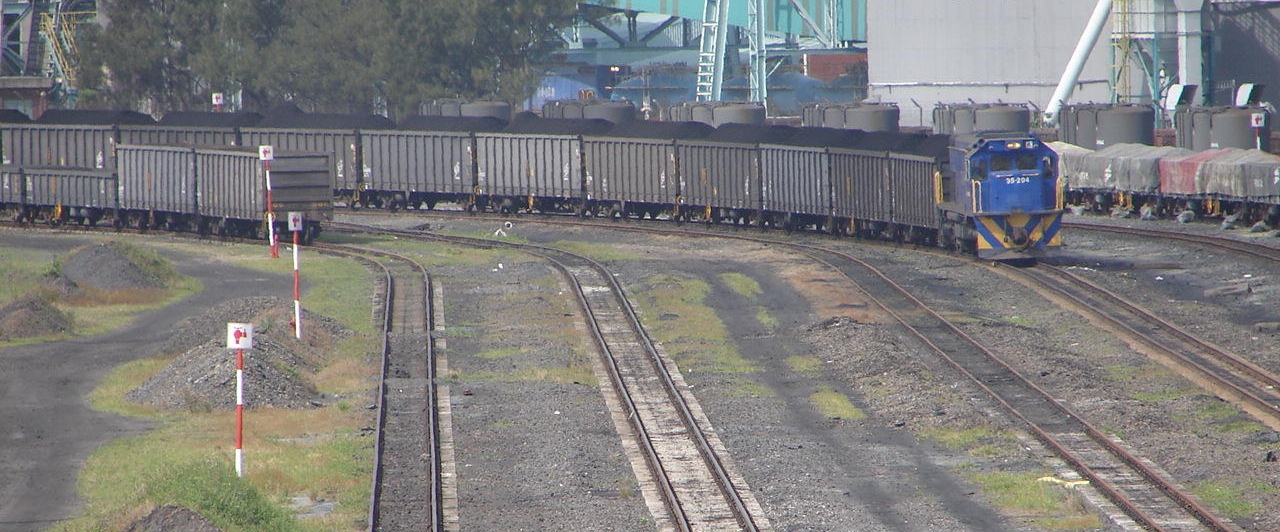
Convoi ferroviaire servant à approvisionner le port de Richards Bay, en Afrique du Sud.

- en Australie (328,1 millions de tonnes exportés en 2010)[1] : Abbot Point, Hay Point, Gladstone, Brisbane, Newcastle et Port Kembla ;
- en Indonésie (316,1 millions de tonnes) : Bontang, Balikpapan et Launu ;
- en Russie (122,1 millions de tonnes) : Novorossiisk, Nakhodka, Touapsé, Rostov, Taganrog, Oust-Louga, Mourmansk et Vanino ;
- aux États-Unis (83,1 millions de tonnes) : Ashtabula, etc. ;
- en Afrique du Sud (76,6 millions de tonnes) : Richard Bay, Durban, Port Elizabeth et Saldanha Bay ;
- en Colombie (76,3 millions de tonnes) : Coveñas, Carthagène des Indes, Barranquilla, Santa Maria ;
- au Canada (36,9 millions de tonnes) ;
- au Viêt Nam (24,6 millions de tonnes) ;
- en Pologne : Gdansk, Szczecin et Świnoujście ;
- en Ukraine : Tchornomorsk et Marioupol.

## Principaux terminaux d'importation

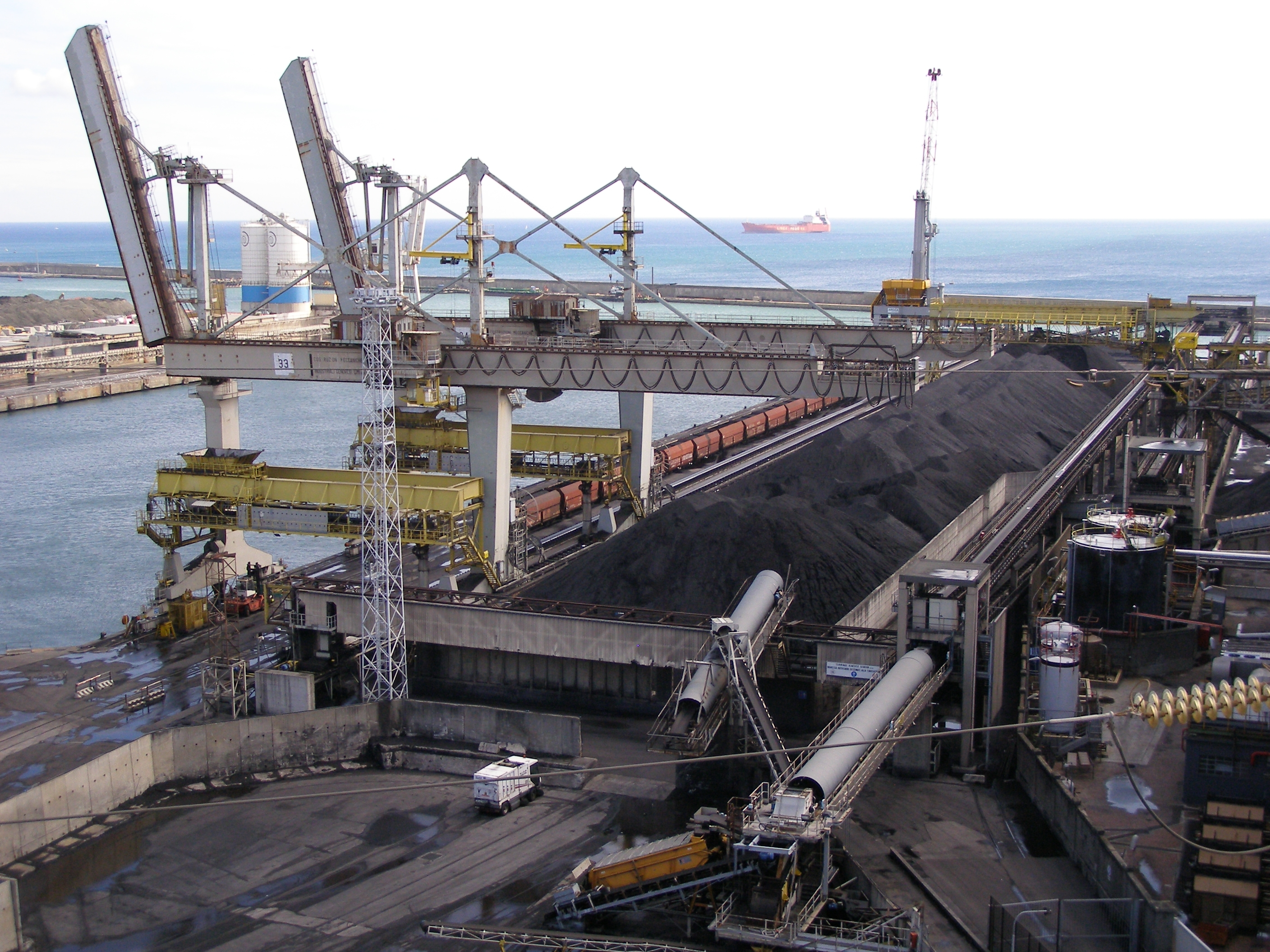
Terminal charbonnier du port de Gênes.

- en Chine (277,3 millions de tonnes importés, y compris à Taïwan)[2] : Dalian, Quingdao, Tanghai, Tianjin, etc. ;
- au Japon (206,7 millions de tonnes) : Kitakyūshū, Nagoya, etc. ;
- en Corée du Sud (125,8 millions de tonnes) : Qwangyang, etc. ;
- en Inde (101,5 millions de tonnes) ;
- en Allemagne (55,1 millions de tonnes) : Duisbourg, Marxloh, Nordenham (Bremerhaven), Brême, Hambourg ;
- en Turquie (30 millions de tonnes) ;
- au Royaume-Uni (29,3 millions de tonnes) : Port Talbot, Bristol, Tilbury, Kingston, Immingham, Redcar, Newcastle, Clyde ;
- aux Pays-Bas (22,8 millions de tonnes) : Rotterdam (les terminaux EMO[3] et EECV[4]), Amsterdam et IJmuiden ;
- au Brésil (19,1 millions de tonnes) : Vitória ;
- en France (20,7 millions de tonnes) : Fos (Marseille), Bassens (Bordeaux), Donges (Saint-Nazaire), Le Havre, Gennevilliers, Florange (Thionville), Gravelines (Dunkerque) ;
- en Belgique : Gand, Anvers, Herstal (Liège).